# Hypselothyrea guttata
Hypselothyrea guttata är en tvåvingeart som beskrevs av Oswald Duda 1926. Hypselothyrea guttata ingår i släktet Hypselothyrea och familjen daggflugor. Inga underarter finns listade i Catalogue of Life.